# 曾子墓 (嘉祥县)
曾子墓位于山东省济宁市嘉祥县满硐镇南武山西南、曾廟西约1公里处，是明朝政府认定的孔子弟子曾子之墓。2006年12月7日，列为山东省文物保护单位。
明朝政府对曾子故里进行考查、推论，山东嘉祥县由此被确定为曾子故里。《明史》记载，成化初年，山东守臣上言嘉祥县南武山西南，元寨山之东麓有渔者陷入穴中，得见悬棺，其前有石碣，曰‘曾参之墓’。明宪宗下诏加以修筑。
曾子墓高3米，周长约15米，墓碑上书“郕国宗圣曾子之墓”。墓前建有飨堂三间，东配斋房三间，西配更衣所三间。曾子墓林院占地10余亩，南北长117米，东西宽60米。林门题曰“宗圣公之墓”。林院前路旁石像生有石人、石马、石猪、石羊。

## 相关
- 今山东省平邑县有曾子和其父曾点之墓——曾氏父子墓，其中的曾子墓现已不存。